# Кравчук, Валентин Иванович
Валенти́н Ива́нович Кравчу́к (12 апреля 1944, Житомир — 12 января 2003, Киев) — советский гребец, выступал за сборную СССР по академической гребле в конце 1960-х годов. Бронзовый призёр летних Олимпийских игр в Мехико, многократный победитель всесоюзных регат. На соревнованиях представлял спортивное общество «Авангард», мастер спорта международного класса.

## Биография
Валентин Кравчук родился 12 апреля 1944 года в Житомире, Украинская ССР. Активно заниматься академической греблей начал в раннем детстве, состоял в киевском добровольном спортивном обществе «Авангард». 
Благодаря череде удачных выступлений в 1968 году удостоился права защищать честь страны на летних Олимпийских играх в Мехико — в составе восьмиместного экипажа, куда также вошли гребцы Зигмас Юкна, Антанас Богданавичюс, Витаутас Брейдис, Юрий Лоренцсон, Александр Мартышкин, Владимир Стерлик, Виктор Суслин и Юозас Ягелавичюс (рулевой), выиграл в заездах восьмёрок бронзовую медаль, проиграв только сборным Западной Германии и Австралии. За выдающиеся спортивные достижения удостоен почётного звания «Мастер спорта СССР международного класса».
Умер 12 января 2003 года, похоронен на Лесном кладбище в Киеве.